# لیخوتسا
لیخوتسا (به لاتین: Lichoca) یک روستا در لهستان است که در گمینا مشلیبوژ واقع شده‌است.